# Burg Greuth
Die Burg Greuth ist eine abgegangene Niederungsburg südöstlich des Hilpoltsteiner Weilers Holzi im Schwarzachtal in der Flur „Greuth“ im nördlichsten Zipfel des Stadtgebietes von Greding im mittelfränkischen Landkreis Roth in Bayern.
Der Burgstall ist ein Bodendenkmal mit der Nummer D-5-6833-0003 nach der Bayerischen Denkmalliste, die auf Basis des bayerischen Denkmalschutzgesetzes vom 1. Oktober 1973 erstellt wurde.

## Geschichte
Die Burg war eine karolingisch-ottonische Niederungsburg mit aufwändiger Toranlage. Sie dürfte in das 8. bis 11. Jahrhundert zu datieren sein. Bei archäologischen Untersuchungen 2002/03 wurde eine aus vermörtelten Kalksteinen errichtete aufwendige Toranlage: ein zangenförmiges Kastentor mit innen liegendem Torturm und vermörtelten Steinen festgestellt. Neben zwei Bauabschnitten der ehemaligen Burganlage konnten Reste einer halbkreisförmigen Ringmauer nach Westen nachgewiesen werden. Der Ostteil wurde vermutlich durch Überschwemmungen der Schwarzach bis in die 1970er Jahre ausgewaschen. Die kreisförmige Burg hatte einen Durchmesser von etwa 120 Metern. Die frühmittelalterliche Rundbefestigung des 8. Jahrhunderts wird als Holz-Erde-Konstruktion mit Blendmauer angenommen, der Ausbau im 9. Jahrhundert erfolgte durch eine nachgewiesene vermörtelte, zweischalige Ringmauer von ca. 1,4 bis 1,5 m Dicke. Der zumindest westliche Bereich wurde zuvor aufgeschottert, wohl um eine oberhalb des Hochwasserpegels liegende Siedlungsfläche zu sichern.
Reste der Innenbebauung fanden sich nur in wenigen Spuren: Neben den sicher vorhandenen Gebäuden in Pfosten- und Schwellbalkenbauweise wurden durch  geophysikalische Prospektion auch die Umrisse dreier Steingebäude nachgewiesen. Eine Vorburg östlich der Schwarzach wird vermutet, konnte aber bisher nicht nachgewiesen werden.
An Lesefunden im Bereich der Anlage sind frühmittelalterliche verzierte Keramik- und Tonreste, Eisenteile, Knochen und der Fund einer gut erhaltenen Bartaxt zu nennen.
Die Aufgabe der Burg ist vermutlich im Zusammenhang mit den häufigen Überschwemmungen zu suchen, die in Folge von Rodungen und damit zunehmender Hangerosion auftraten.